# Björn Eliasson
Björn Elias Anders Eliasson, född 5 juli 1943 i Edsele församling i Västernorrlands län, är en tidigare svensk centerpartistisk riksdagsledamot som senare anslöt sig till Miljöpartiet.

## Biografi
Eliasson var riksdagsledamot som ersättare under flera perioder 1977–1981 för Thorbjörn Fälldin. Han lämnade Centerpartiet och gick med i Miljöpartiet 1984.